# Miku Taširová
Miku Taširová (* 7. dubna 1994 Hačiódži) je japonská zápasnice – judistka.

## Sportovní kariéra
S judem začínala v rodném Hačiódži v 8 letech. Po skončení střední internátní školy Šukutoku v Itabaši v roce 2013 podepsala profesionálním smlouvu se společnosti Komatsu jejichž judistický tým reprezentuje pod vedením Jošijuki Macuoky a jeho asistentů (Ajumi Tanimotová). V japonské ženské reprezentaci se pohybuje s přestávkami od roku 2011 v polostřední váze do 63 kg. V roce 2016 se kvalifikovala na olympijské hry v Riu. V semifinále v poslední minutě zápasu s Francouzkou Clarisse Agbegnenouová byla penalizována za vyšlápnutí z tatami a tuto ztrátu do konce hrací doby nesmazala. V boji o třetí místo od úvodu nezachytila tempo své soupeřky Izraelky Jarden Džerbiové a prohrála na body. Obsadila 5. místo.

### Vítězství na turnajích
- 2013 – 2x světový pohár (Sofia, Montevideo)
- 2014 – 1x světový pohár (Budapešť)
- 2015 – turnaj mistrů (Rabat)
- 2016 – turnaj mistrů (Guadalajara)
- 2017 – 2x světový pohár (Chöch chot, Kano Cup), turnaj mistrů (Petrohrad)

## Výsledky
| Olympijské hry    |    |    |   | — |   |    |    | 5. |   |    |  |  |  |  |  |  |  |  |  |  |  |  |  |  |  |  |
| Mistrovství světa | —  | —  | — |   | — | 3. | 3. |    | — | 2. |  |  |  |  |  |  |  |  |  |  |  |  |  |  |  |  |
| Asijské hry       |    | —  |   |   |   | —  |    |    |   | —  |  |  |  |  |  |  |  |  |  |  |  |  |  |  |  |  |
| Mistrovství Asie  | —  |    | — | — | — |    | —  | —  | — |    |  |  |  |  |  |  |  |  |  |  |  |  |  |  |  |  |
| MS juniorů        | —  | 1. | — | — | — | —  |    |    |   |    |  |  |  |  |  |  |  |  |  |  |  |  |  |  |  |  |
| MS dorostenců     | 1. |    |   |   |   |    |    |    |   |    |  |  |  |  |  |  |  |  |  |  |  |  |  |  |  |  |